# Sloophout

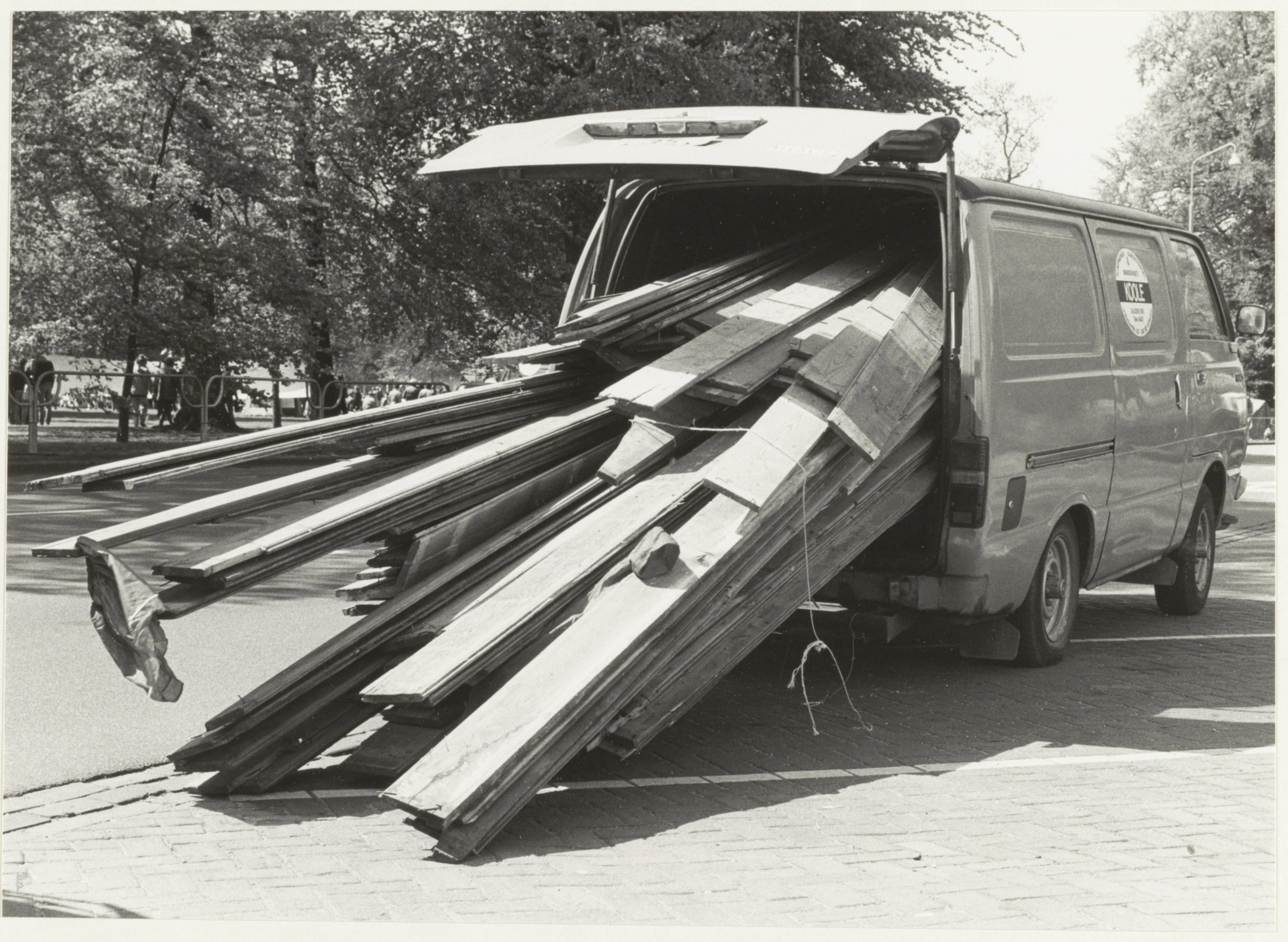
Sloophout

Sloophout is een verzamelterm voor tweedehands hout, hout dat vrijkomt bij het afbreken of  slopen van panden en houten objecten zoals boten, dukdalven of een remmingwerk.
Hout is een kostbaar bouwmateriaal, waardoor het aantrekkelijk is om oud hout weer te gebruiken. Zo werden draagbalken uit afgebroken boerderijen vaak weer hergebruikt bij de bouw van nieuwe boerderijen. Diverse kunstenaars en designers zijn bekend geworden door hun objecten gemaakt van sloophout. Bekendste Nederlandse voorbeeld is Piet Hein Eek

## Voordelen en nadelen
Sloophout is in de regel goedkoper dan nieuw hout en is duurzaam, omdat er geen nieuwe bomen voor gekapt hoeven te worden. Sloophout heeft een 'doorleefder' uiterlijk dan nieuw hout. Sommige tropische houtsoorten zijn tegenwoordig moeilijk of niet meer verkrijgbaar, waardoor er per definitie gekeken wordt naar sloophout. Als hout lang onder water heeft gelegen of langdurig in contact heeft gestaan met zout water is het door een natuurlijk proces geconserveerd, waardoor het beter bestand is tegen aantasting door vocht en vraat. Daarnaast zijn sommige houten balken in het verleden geconserveerd met chemische materialen die tegenwoordig niet meer toegepast mogen worden, maar die daardoor wel onverwoestbaar zijn.
De nadelen van sloophout zijn de onvoorspelbare beschikbaarheid, afwijkende maten en het soms slechte afwerkingsniveau door aanwezigheid van splinters of oude verf- en laklagen. Daarnaast is sloophout vaak moeilijker machinaal bewerkbaar door de aanwezigheid van oude spijkers en schroeven. Ook de eerder genoemde aanwezigheid van verboden conserveringsmiddelen kan problemen opleveren onder de huidige wet- en regelgeving.